# Aristodem d'Esparta
Aristodem  (en grec antic Ἀριστόδημος Aristodemos) va ser el mític fill d'Aristòmac i net d'Aristodem, i un dels heràclides descendent d'Hèracles. Temen i Cresfontes són germans seus i els conqueridors del Peloponès.
Era a Naupacte amb Temen, el seu germà, preparant la flota i l'exèrcit per emprendre la conquesta d'aquella terra, però va morir fulminat per un llamp enviat per Zeus a petició d'Apol·lo, que volia castigar-lo per no haver consultat l'oracle de Delfos. Una altra tradició diu però que va morir a mans dels fills de Pílades i Electra, Medont i Estrofi. Els lacedemonis afirmaven que no havia mort, sinó que havia participat amb els seus germans en la conquesta i que havia rebut en el repartiment Lacedemònia, on hauria estat rei. En morir hauria deixat el tron als seus fills, Eurístenes i Procles, que havia tingut amb Argia, filla d'Autesió.